# Rozpruwacz z Lizbony
Rozpruwacz z Lizbony (port. O Estripador de Lisboa) – pseudonim niezidentyfikowanego seryjnego zabójcy, który zamordował trzy kobiety w latach 1992–1993 w Lizbonie w Portugalii.

## Zbrodnie
Pierwszą ofiarą zabójcy była Maria Valentina znana jako „Tina”. Dwudziestodwulatkę znaleziono 31 lipca 1992 roku w miejscowości Póvoa de Santo Adrião. Została uduszona, zgwałcona, a część jej wewnętrznych organów została wycięta. 
Drugą ofiarą padła Maria Feranda. Znaleziono ją 27 stycznia 1993 roku w domu w Entrecampos. Podobnie jak poprzednia ofiara, została zgwałcona, a część jej organów wewnętrznych została wycięta.
Trzecią i ostatnią znaną ofiarą była Maria João – 27-latka, której ciało odnaleziono 15 marca 1993 niedaleko miejsca, gdzie zginęła pierwsza ofiara. Jej obrażenia były tożsame do pozostałych ofiar z tym wyjątkiem, że tym razem prawie wszystkie jej organy wewnętrzne zostały wycięte.
Wszystkie ofiary były młodymi brunetkami noszące imię Maria, które parały się prostytucją i były uzależnione od narkotyków. Zostały zgwałcone ostrym obiektem, jednak, jak wykazały badania, nie był to nóż.

## Ofiary
| Lp. | Ofiara          | Wiek | Data             |
| --- | --------------- | ---- | ---------------- |
| 1.  | Maria Valentina | 22   | 31 lipca 1992    |
| 2.  | Maria Feranda   | 24   | 27 stycznia 1993 |
| 3.  | Maria João      | 27   | 15 marca 1993    |